# Déborah Rodríguez
Déborah Lizeth Rodríguez Guelmo (Montevideo, 2 de desembre de 1992) és una atleta i model uruguaiana que va participar en els Jocs Olímpics de Londres 2012. Ha aconseguit guanyar el Campionat d'Uruguai absolut, el juvenil i de menors en 400 metres tanques, a més del nacional absolut i el juvenil en 400 metres llisos. També va guanyar el nacional de menors en 100 metres llisos. Va guanyar medalla de bronze als Jocs Panamericans de Toronto 2015. Va participar en Rio 2016.

## Trajectòria
Als quinze va començar la seva trajectòria com a atleta i als 20 va representar Uruguai per primera vegada en competicions internacionals. El 2010, els Campionats Sud-americans sub-23 va guanyar la medalla de plata en la prova dels 400 metres tanques femenins. El 2008, va participar de nou en el Campionat Sud-americà Juvenil i va guanyar un or en la mateixa especialitat. El 2011 va participar en el Campionat Sud-americà Junior, novament en els 400 metres tanques, i va tornar a guanyar la medalla d'or. Aquest mateix any també va competir en els Campionats Panamericans Junior i va guanyar la medalla de bronze. A més d'aquestes medalles va aconseguir batre el rècord del seu país en l'especialitat, amb 58.63 segons el 3 de juny de 2011 en Buenos Aires.
En 2012 va ser convidada per participar en els Jocs Olímpics de Londres 2012, amb 19 anys. Va ser eliminada en la primera ronda en la 28a posició, encara que va batre el rècord nacional amb un temps de 57.04 segons.
L'any 2019, va guanyar la medalla de bronze en 800 metres als Jocs Panamericans de Lima.

## Model
El gener de 2013 va signar amb l'agència de models de Fernando Cristino anomenada Cristino Management.

## Palmarès[10]
- 2006-2007-2008-2009 Campiona nacional de menors de 400 metres i 400 metres barres.
- 2007-2008-2009-2010 Campiona nacional juvenil en 400 metres i 400 metres barres.
- 2008-2009-2010-2011 Campiona nacional absoluta en 400 metres, 800 metres i 400 metres barres.
- 2008, Campiona sud-americana de menors 400 metres barres (Lima, Perú).
- 2009, Campiona sud-americana juvenil 400 metres barres (São Paulo, Brasil).
- 2009, Medalla de bronze mundial, menors (Bressanonne, Itàlia).
- 2010, Medalla de plata en els Jocs Olímpics Sud-americans en 400 metres barres.
- 2011, Medalla de bronze panamericana, juvenil (Miami, Estats Units).
- 2011, Medalla de bronze sud-americà, absoluts (Buenos Aires, Argentina).
- 2011, Campiona sud-americana juvenil en 400 metres barres (Medellín, Colòmbia).
- 2012, Medalla d'or sud-americana categoria sub 23 (São Paulo, Brasil).
- 2014, Medalla d'or sud-americana en 400 metres (categoria sub 23).[11]
- 2014, Medalla d'or sud-americana en 800 metres (categoria sub 23).[12]
- 2015, Medalla de bronze panamericà en 400 metres barres (Toronto, Canadà).
- 2016, Medalla d'or iberoamericana en 400 metres barres (Rio de Janeiro, Brasil)